# Nepomuki Szent János-szobor (Nagyszeben)
A nagyszebeni Nepomuki Szent János-szobor több, mint kétszáz éven keresztül uralta a Nagypiacot (Großer Ring), a város főterét. 1734-ben emelték a Habsburg-hatalomátvétel után teret nyert katolikusok, és egészen 1948-ig állt, amikor is a hatalomra kerülő román kommunisták parancsára lerombolták. Az összetört szobor és talapzata egy ideig udvarokon hányódott, majd 1988-ban a katolikus plébánia tulajdonába került, a rendszerváltás után pedig kijavították és a plébániaépület belső udvarán állították fel. Többször szóba került, hogy visszahelyezik eredeti helyére, azonban ez nem valósult meg.

## Története
A 17. század végén Erdélyben a török fennhatóságot a Habsburg-uralom váltotta fel, a Diploma Leopoldinum értelmében pedig osztrák katonákat szállásoltak Nagyszebenbe. A jezsuiták gondjaira bízott katolikus osztrákok kezdetben a szabók csarnokában miséztek, majd 1733-ban felavatták a Nagypiacon a katolikus nagytemplomot, 1734-ben pedig a Nepomuki-szobrot. Nepomuki Szent János kultusza a jezsuiták hatására nyert teret Erdélyben, és ebben nagy szerepe volt a beszállásolt osztrák katonáknak, mely tényt az is aláhúzza, hogy a nagyszebeni szobrot a helyőrségi épület előtt helyezék el.
A szobor felállítását Franz Anton Paul Wallis gubernátor, császári udvari haditanácsos indítványozta, és azt is elrendelte, hogy a talapzat felállításához szükséges anyagot a városi tanács biztosítsa. A túlnyomórészt szász evangélikus népesség nehezményezte a szobor elhelyezését a város központi terén, a korabeli krónikák szerint „nem adták meg a neki járó tiszteletet”, többször meg is rongálták (ezért katonákkal őriztették és később kerítéssel vették körül). A katonai helyőrség számos katolikus körmenetet szervezett, amelyeket az evangélikus városlakók kénytelenek voltak néma csendben végignézni.
A szobor átvészelte az első világháború utáni román hatalomátvételt, azonban 1948-ban a hatalomra kerülő kommunisták leromboltatták. A helyiek azt rebesgették, hogy Sztálin szobra fogja felváltani, azonban ez nem történt meg. A megrongált, összetört Nepomuki-szobor és talapzata a ferences nővérek kolostorának udvarára került, majd muzeológusok kérésére a Brukenthal-palota udvarára szállították át. 1988-ban a katolikus plébánia szimbolikus áron megvásárolta, majd a rendszerváltás után kijavították és felállították a plébániaépület belső udvarán.
A 21. század elején többször is szóba került, hogy visszahelyezzék eredeti helyére, a Nagypiacra, azonban ez nem valósult meg, és Klaus Johannis, Nagyszeben akkori polgármestere is ellenezte a tervet. A szobor ezen felül instabil és rossz állapotban van, és nem biztos, hogy kibírná az áthelyezést.

## Leírása
A barokk stílusú szobor monumentális posztamensen áll. Alsó tagjának alapja domború oldalú ötszög, harántívein volutákkal szegélyezett, alul kihasasodó, profilozott fejezettel lezárt baluszteridom. Ennek homlokoldalán egy 34 soros, részben olvashatatlan latin szöveg áll, a többi oldalt hatalmas akantuszlevelek díszítik. A posztamens felső tagja ötszög alapú, alacsony talapzat, élein pilaszterekkel tagolva, ennek homlokoldalán olvasható a felavatás dátuma. A szent figuráját kanonoki ruhában (reverenda, karing, almúcium, birétum) és a fejét övező, öt csillaggal ékesített glóriával, csillagkoszorúval ábrázolták, kezében szokásos attribútumát, pálmaágba ágyazott halotti keresztet tart. Készítője ismeretlen, valószínűleg egy osztrák vagy cseh szobrász. Nem tartják nyilván műemlékként.
Nagyszeben egyik legrégibb szobra, azonban kevesen ismerik, turisztikai kiadványokban, körutakban nem szerepel. Egykori helyét a Nagypiac téren ma vörös térkövek jelzik.

## Képek

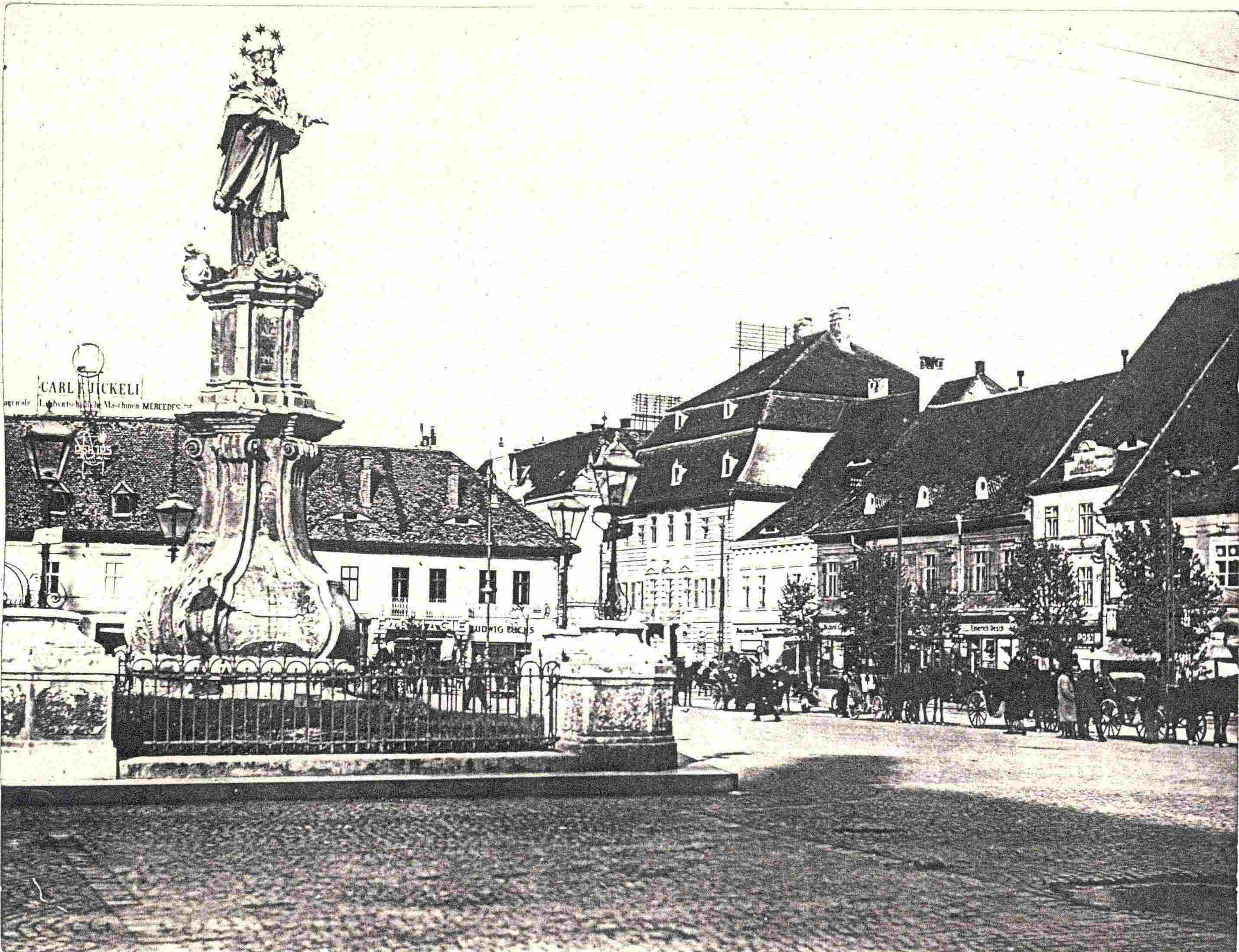
A 19. században, még a Nagypiacon
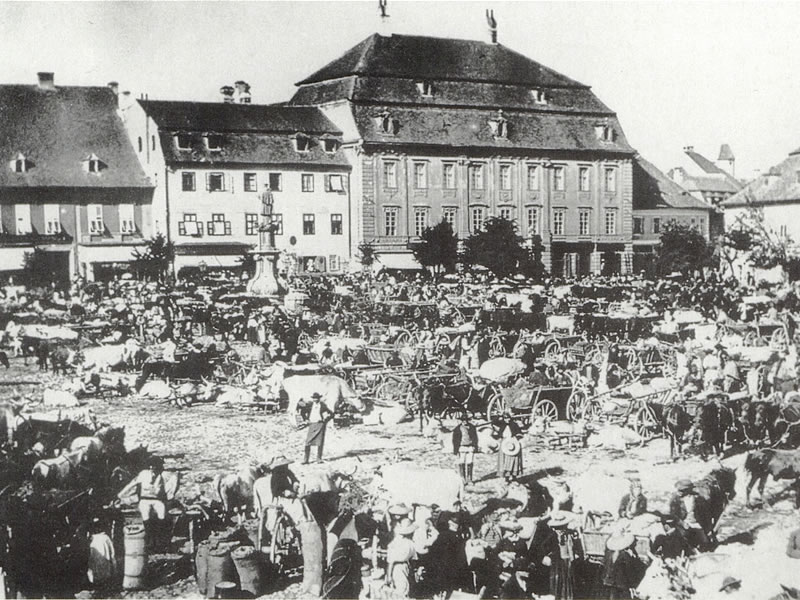
A 19. században
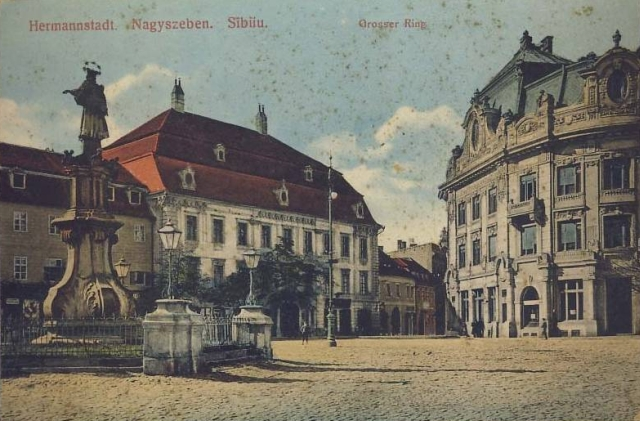
A 20. század elején
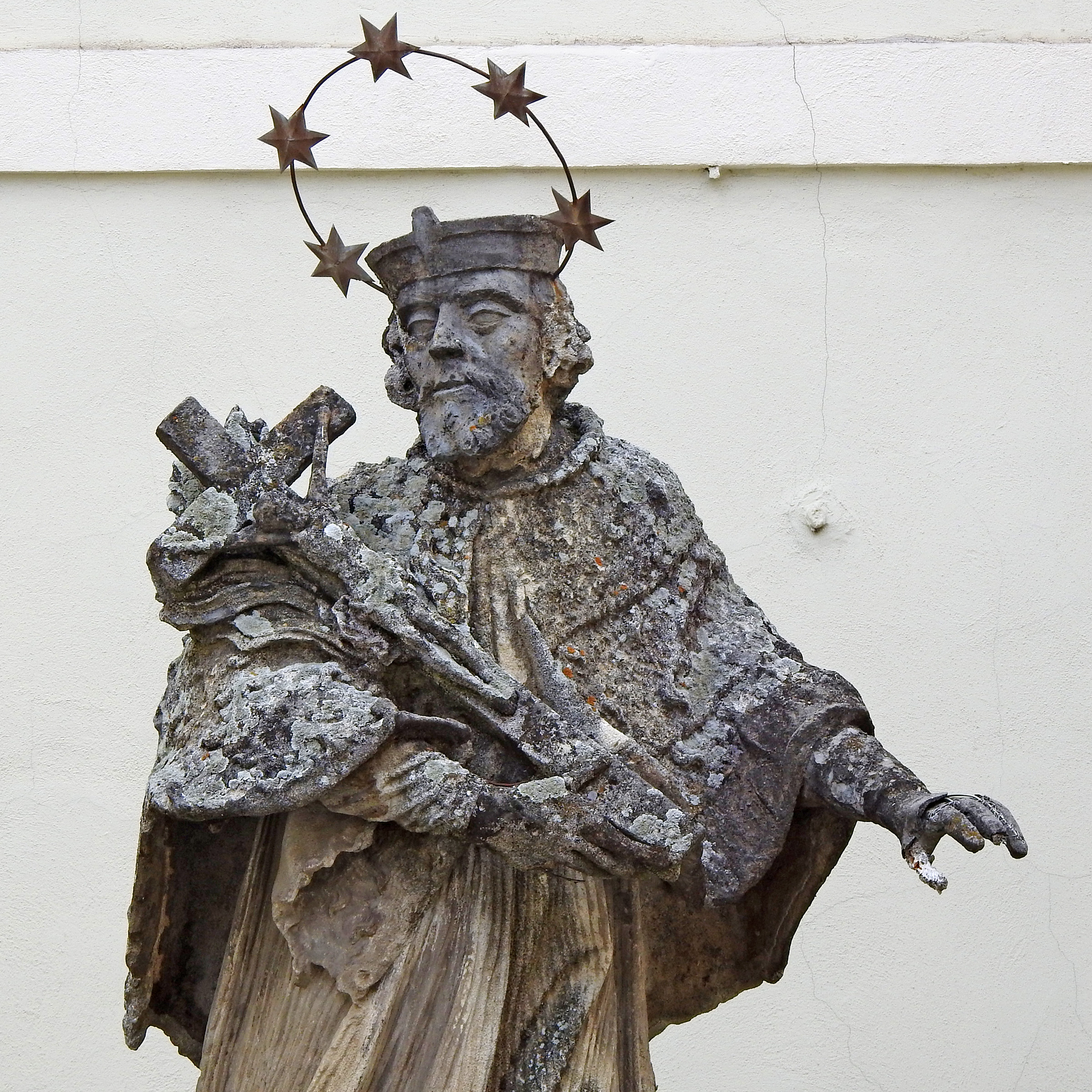